# Pràctiques sexuals taoistes

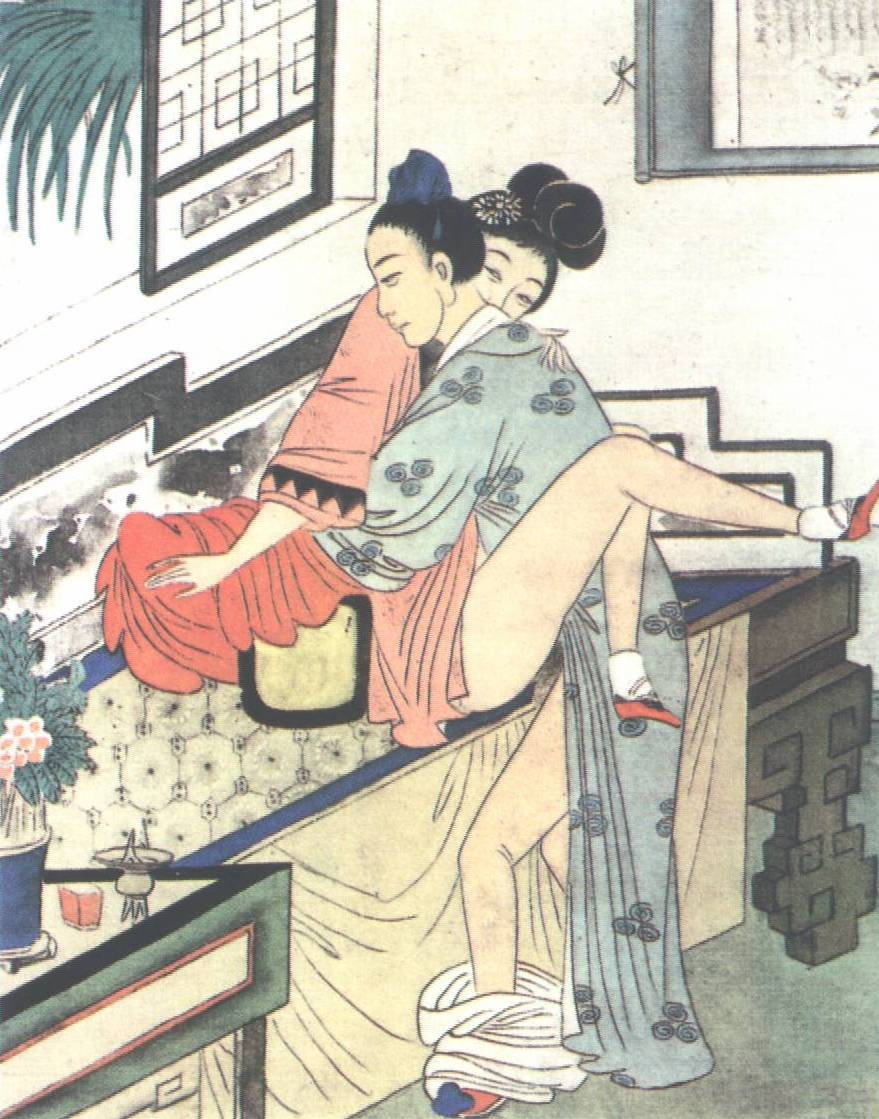
"合气" ("La unió de les essències"), il·lustració de Chang We-Che'ng que va viure als segles 8 i 9, dinastia Tang.

Les pràctiques sexuals taoistes (xinès simplificat: 房中术, xinès tradicional: 房中術, pinyin: fángzhōngshù, literalment 'l'art xinès de l'alcova': 房中术, : 房中術, : , ), són ancestrals pràctiques desenvolupades a l'antiga Xina referides literàriament com "la unió de l'energia" o "la unió de les essències". Els practicants suposaven que duent a terme determinades tècniques de les arts sexuals podrien gaudir de bona salut i major longevitat.

## Història
Durant la dinastia Han algunes sectes taoistes mantenien relacions sexuals com a exercicis espirituals, anomenats "héqì" (合气, "unió d'energia").
Els primers textos que han sobreviscut són els que es troben en les tombes Mawangdui.
Encara que el taoisme no s'havia desenvolupat completament com a filosofia en aquesta època, aquests textos comparteixen notòries similituds amb textos més tardans de la dinastia Tang, com el Ishinpō.
Les arts sexuals possiblement van aconseguir una fita entre el final de la dinastia Han i el final de la dinastia Tang.
Després del 1000 A.D. [CE], el puritanisme confucià va començar a fer-se cada vegada més fort, de manera que en l'aparició de la dinastia Qing el sexe era un tema tabú en la vida pública.
La doctrina confuciana al·legava que la separació dels sexes en les activitats socials existia des de feia dues mil anys, i va bandejar les arts sexuals.
A causa del tabú que envoltava al sexe, va existir molta censura en la literatura de la dinastia Qing, i les arts sexuals van desaparèixer de la vida pública. Com a resultat d'això, alguns textos només van sobreviure al Japó, i molts intel·lectuals no van tenir coneixement que va existir un concepte del sexe així de diferent en la Xinesa primerenca.

## Pràctiques antigues i medievals

### "Qi" (气), força vital; i "jing" (精), essència vital
A la base de tot el sistema de pensament taoísta està la idea que el "qi (气)" forma part de tot el que existeix.
Segons la medicina tradicional xinesa, el "qi" està relacionat amb una altra substància energètica continguda en el cos humà coneguda com a "jing (精)" (essència vital), i una vegada que tot això s'ha gastat el cos mor.
Aquest corrent de pensament estableix que el "jing" es pot perdre de moltes maneres, però sobretot a través de la pèrdua de líquids corporals. Per això els taoistes utilitzaven pràctiques amb les quals estimular, incrementar i conservar tot el possible els seus líquids corporals.
El líquids que era considerat com el que contenia la major part de "jing" era el semen. Per tant, el pensament taoísta creia convenient la disminució de la freqüència de l'ejaculació, o fins i tot evitar-la totalment, amb la finalitat de conservar l'"essència vital".

### El control masculí de l'ejaculació
Molts practicants taoistes vinculaven la pèrdua de líquids eyaculatoris a la pèrdua de la força vital: doncs una pèrdua excessiva de líquids originaria envelliment prematur, malalties i fatiga general. Mentre que alguns taoístas afirmaven que mai s'hauria d'ejacular, uns altres proporcionaven una fórmula específica per determinar la quantitat màxima d'ejaculacions amb la finalitat de preservar la salut.
La idea general era la de limitar la pèrdua de líquids punt com fos possible al nivell de la pràctica sexual desitjada. A mesura que aquestes pràctiques sexuals van ser transmeses a través dels segles, alguns metges han anat donant menys importància a la limitació de l'ejaculació. No obstant això, la "retenció del semen" era un dels principis fonamentals de la pràctica sexual taoísta.
Existeixen dos mètodes per al control de l'ejaculació prescrit pels taoistes. Amb la finalitat d'evitar l'ejaculació, l'home pot deixar d'estimular el penis abans d'aconseguir l'etapa d'altiplà previ a l'orgasme, un mètode que l'historiador britànic Joseph Needham (1900-1995) denominava coitus conservatus.
Un segon mètode consisteix en l'aplicació de pressió a la base del penis. Aquesta tècnica causa una ejaculació retrògrada, en la qual els taoístas creuen que el jing viatja cap al cap i «alimenta el cervell».

### El concepte del "jing" (精)
Un altre concepte important de "la unió de les essències" era que la unió d'un home i una dona donaria lloc a la creació de "jing" (精), un tipus d'energia sexual. Al moment de l'acte sexual, es formaria el "jin", i l'home podria transformar part d'aquest "jin" en "qi", i reposar la seva força vital. Tenint tant sexe com fos possible, els homes tindrien l'oportunitat de transformar cada vegada més "jing", i com a resultat obtindrien molts beneficis per a la seva salut.

### El concepte del "yin" (阴) i el "yang" (阳)
El concepte del yin i el yang és important en el taoisme i, per tant, també té una importància especial en el sexe. El "yang" fa referència al masculí, mentre que el "yin" al femení. L'home i la dona eren l'equivalent del Cel i la Terra, però desconnectats. Per tant, mentre que el Cel i la Terra són eterns, l'home i dona estan sotmesos a una vida mortal. Cada interacció entre el "yin" i el "yang" tenia importància. A causa d'aquesta concepció, cada posició i actuació en l'acte sexual tenia significació. Els textos taoistes descriuen un gran nombre de posicions sexuals especials que servirien per guarir o prevenir malalties.

### El paper de la dona
Pels taoistes, el sexe no devia solament complaure a l'home. La dona també havia de ser estimulada i satisfeta amb la finalitat de beneficiar-se de l'acte sexual. L'acte sexual només hauria d'ocórrer si ambdues parts ho desitjaven. Fent el sexe d'aquesta manera, la dona crearia més "jing", i a l'home li seria més fàcil absorbir el "jing" per augmentar el seu propi "qi". A les dones també se'ls donava un lloc prominent en el Ishinpō, sent el tutor la dona. Una de les raons per les quals es creia que les dones tenien una gran quantitat de força era que no perdien vigor sexual després del coit. La dona tenia el poder de donar vida, i no havia de preocupar-se sobre l'ejaculació o del període refractari.
A les dones sovint se'ls va donar una posició d'inferioritat en la pràctica sexual. Molts dels textos tracten el sexe des d'un punt de vista masculí, evitant la discussió de com el sexe podria beneficiar a les dones. Els homes eren encoratjats a no limitar-se a una dona, recomanant-se'ls tenir relacions sexuals només amb dones belles i que no havien tingut fills. A pesar que l'home havia de complaure sexualment a la dona, aquesta seguia sent sol un objecte. En nombrosos punts del Ishinpō la dona apareix referida com l'"enemic"; això era a causa que la dona podria causar el vessament de semen i, per tant, fer perdre vitalitat a l'home. En els textos sexuals posteriors de la dinastia Ming, les referències a les dones havien perdut tot besllum de semblança humana i eren denotades com l'"altre", "gresol", o "cuina" amb la qual conrear la vitalitat. La importància de complaure a la dona també es va veure disminuïda en textos posteriors. La pràctica va ser coneguda com a Caibu, i consistia en un home penetrant a moltes dones sense ejaculació.
Les dones també van ser considerades com un mitjà per augmentar la longevitat dels homes. Molts dels textos antics es van dedicar a explicar com un home podria usar el sexe per estendre la seva pròpia vida. No obstant això, aquest augment de longevitat només era possible a través de l'absorció de les energies vitals de la dona ("jing" i "qi"). Alguns taoistes anomenaven l'acte sexual "La batalla del robatori i l'enfortiment." Aquests mètodes sexuals podrien estar correlacionats amb els mètodes militars taoistes: en lloc d'assaltar directament les portes de l'enemic, l'estratègia de la batalla consistia en una sèrie de fintas i maniobres que afebliria la resistència de l'enemic.

### El temps i el lloc
En el text Beneficis per a la salut de l'alcova ("Fangzhong buyi", 房中補益) s'indica que determinats moments eren millors que uns altres per al coit. Una persona hauria d'evitar tenir relacions sexuals en la lluna plena o a les cambres, ni en els dies en què es registressin forts vents, pluja, boira, fred o calor, trons, llampecs, foscor sobre el cel i la terra, eclipsis solars o pigues, arc de Sant Martí i terratrèmols. Tenir relacions sexuals en aquests temps danyaria l'esperit d'un home i faria que les dones s'emmalaltissin. Els nens concebuts en aquests temps serien bojos, estúpids, dolents o ximples; muts, sords, coixos o cecs; sense pietat filial i violents.
També era important seleccionar el dia correcte per al coit si una persona desitjava tenir fills. Després del període d'una dona, el primer, tercer i cinquè dia eren els millors. Si en aquests dies l'home ejaculava després de la mitjanit, el nen seria probablement home. Si es desitjava una nena, l'home hauria d'ejacular en el segon, cambra o sisè dia després del cessament de període de la dona.
El lloc de l'acte sexual també era important. Els amants haurien d'evitar la resplendor del sol, la lluna o un estel, l'interior dels temples, la proximitat a temples, pous i latrines, estufes, i la proximitat de tombes o taüts.
Seguint aquests preceptes se suposava que la descendència de la família seria bona, sàvia i virtuosa. Per contra, si els preceptes no eren seguits, la descendència seria maligna i finalment la família s'extingiria.

## Longevitat i immortalitat
Algunes sectes toistes de la dinastia Ming creien que una manera en què els homes podien aconseguir longevitat era tenint relacions sexuals amb verges, en particular verges joves. Llibres sexuals taoistes, tals com el Hsuan Wei Hshin ("imatges mentals dels misteris i subtileses de les tècniques sexuals") i Sant Feng Tan Cheueh ("instruccions de Zhang Sanfeng d'alquímia fisiològica"), escrits, respectivament, per Zhao Liangpi i Zhang Sanfeng (que no ha de confondre's amb el semimítico Zhang Sanfeng que va viure en un període anterior), criden a la dona company sexual ding (鼎) i recomanaven relacions sexuals amb verges premenárqicas. Zhao Liangpi arriba a la conclusió que la ding ideal és una verge premenárqica de poc menys de 14 anys i que les dones majors de 18 anys haurien de ser evitades. Zhang Sanfeng va ser més enllà i va dividir a les ding en tres categories: la categoria més baixa seria la de dones de 21 i 25 anys; la categoria intermèdia, la de dones verges menstruantes de 16 i 20 anys; i la categoria més alta corresponia a verges premenárquicas de 14 anys
D'acord amb Ge Hong, un alquímic taoísta del segle quart, "aquells que busquen la 'immortalitat' ha de perfeccionar els elements essencials absoluts. Aquests consisteixen a atresorar el "jing", fer circular el "qi" i el consumir la gran medicina." Les arts sexuals tenen especial consideració pel primer precepte, atresorar el "jing". Això és en part a causa que l'estalviar el "jing" suposava l'enviar-ho cap al cervell. Amb la finalitat d'enviar el "jing" al cervell, l'home havia d'abstenir-se de l'ejaculació durant l'acte sexual. D'acord amb alguns dels taoistes, si això es feia, el "jing" viatjaria per la columna vertebral i nodriria el cervell en lloc de deixar el cos afeblint-ho. Ge Hong també estableix, no obstant això, que és una bogeria creure que la sola realització de les arts sexuals basta per aconseguir la immortalitat i que alguns dels antics mites sobre les arts sexuals havien estat malinterpretados i exagerats. De fet, les arts sexuals havien de ser practicades juntament amb alquímia per aconseguir major longevitat. Ge Hong també va advertir que aquestes pràctiques podrien ser perilloses si es feien de forma incorrecta.

### Textos contemporanis
- Frantzis, Bruce. Taoist Sexual Meditation. North Atlantic Books, 2012.
- Chang, Jolan. The Tao of Love and Sex. Plume, 1977.
- Chang, Stephen T.. The Tao of Sexology: The Book of Infinite Wisdom. Tao Longevity LLC, 1986.
- Chia, Mantak and Maneewan. Cultivating Female Sexual Energy. Healing Tao, 1986.
- Chia, Mantak and Michael Winn. Taoist Secrets of Love. Aurora, 1984.
- Chia, Mantak and Maneewan. The Multi-Orgasmic Couple. HarperOne, 2002.
- Hsi Lai. The Sexual Teachings of the White Tigress: Secrets of the Female Taoist Masters. Destiny Books, 2001.
- Needham, Joseph. Science and Civilization in Xina, 5:2. Cambridge: Cambridge University, 1983.
- Reid, Daniel P. The Tao of Health, Sex & Longevity. Simon & Schuster, 1989.
- Robinet, Isabelle. Taoism: Growth of a Religion (Stanford: Stanford University Press, 1997 [original French 1992]). ISBN 0-8047-2839-9
- Van Gulik, Robert. The Sexual Life of Ancient Xina: A Preliminary Survey of Chinese Sex and Society from ca. 1500 B.C. till 1644 A.D. Leiden: Brill, 1961.
- Ruan Fangfu. Sex in Xina: Studies in Sexology in Chinese Culture Plenum Press, 1991.
- Wik, Mieke and Stephan. Beyond Tantra: Healing through Taoist Sacred Sex. Findhorn Press, 2005.
- Wile, Douglas. The Art of the Bedchamber: The Chinese Sexual Ioga Classics including Women's Sol Meditation Texts. Albany: State University of New York, 1992.
- Zettnersan, Chian. Taoist Bedroom Secrets, Twin Lakes, WI: Lotus Press, 2002.
- James W. McNeil. Ancient Love Making Secrets The Journey Toward Immortality www.sexforhealth.net, www.littlenineheaven.com

### Textos clàssics
- Fangzhong buyi (房中補益) Beneficis d'alcova
- Ishinpō